# Horst Ehmann
Horst Ehmann (* 7. Februar 1935 in Heilbronn) ist ein deutscher Rechtswissenschaftler und Hochschullehrer.
Horst Ehmann, Sohn von Johanna Ehmann, geborene Spindler, und Emil Ehmann, studierte von 1956 bis 1960 an der Universität Heidelberg Rechtswissenschaften. Nach der 1971 erfolgten Promotion zum Dr. jur. habilitierte er sich als Schüler von Hermann Weitnauer 1973 ebenda. 1975 wurde er Wissenschaftlicher Rat und Professor in Göttingen. Im selben Jahr gründete er zusammen mit Volker Krey, Walter F. Lindacher und Peter Krause die Juristische Fakultät an der Universität Trier neu. Seitdem war er dort ordentlicher Professor und hatte den Lehrstuhl für Bürgerliches Recht und Arbeitsrecht inne. Von 1978 bis 1988 war er nebenamtlicher Richter am Oberlandesgericht Koblenz. Am 28. Februar 2003 erfolgte Ehmanns Emeritierung; seine Abschiedsvorlesung hielt er am 7. Februar 2003 zum System der Causa-Lehre (JZ 2003, 702 ff.). Nachfolger auf Ehmanns Lehrstuhl wurde Thomas Raab.
Ehmann war evangelisch, ab 1969 in zweiter Ehe verheiratet mit der Landgerichtsrichterin Katrin Ehmann, geborene Schultze, und hatte zwei Kinder (Erik und Timo). Horst Ehmann spielte Tennis und war in dieser Sportart von 1951 bis 1953 württembergischer Juniorenmeister.

## Veröffentlichungen (Auswahl)
- Gesamtschuld. 1972.
- Betriebsstillegung und Mitbestimmung. 1978.
- Betriebsrisikolehre und Kurzarbeit. 1979.
- Arbeitsschutz und Mitbestimmung. 1981.